# José Bloemer
Johanna Maria Mediatrix (José) Bloemer (Haaksbergen, 11 april 1961) is een Nederlands economisch psycholoog en hoogleraar bedrijfskunde, in het bijzonder marktanalyse en relatiemanagement aan de Radboud Universiteit Nijmegen.

## Levensloop
Bloemer is geboren en getogen in Haaksbergen. Na afronding van het VWO aan de Haaksbergse Scholengemeenschap begon ze in 1979 aan de studie psychologie aan de Rijksuniversiteit Utrecht. Van 1983 tot 1986 studeerde ze economische psychologie aan de Katholieke Universiteit Brabant.
Na haar afstuderen begon Bloemer in 1986 als onderzoekster aan de Katholieke Universiteit Brabant bij de sectie Economische
Psychologie. In 1987 ging ze naar de Rijksuniversiteit Utrecht, waar ze in de vakgroep Bedrijfseconomie was benoemd als universitair docente marketing en marktonderzoek.
In 1993 promoveerde Bloemer aan de Radboud Universiteit Nijmegen onder Hans Kasper, en Theo Poiesz van de Katholieke Universiteit Brabant, op het proefschrift "Loyaliteit en tevredenheid: een studie naar de relatie tussen merktrouw en consumententevredenheid."
Na haar promotie werkte Bloemer als hoogleraar marketing en marktonderzoek aan het Limburgs Universitair Centrum in Diepenbeek in België, tegenwoordig de Universiteit Hasselt. In 2002 werd ze in Nijmegen benoemd tot hoogleraar 'Bedrijfskunde, in het bijzonder Marktanalyse en Relatiemanagement'.

## Publicaties
- Johanna Maria Mediatrix Bloemer, Loyaliteit en tevredenheid: een studie naar de relatie tussen merktrouw en consumententevredenheid Universitaire Pers Maastricht, 1993.
- José Bloemer, Jos Lemmink en Hans Kasper (red.) Marketing: its dynamics and challenges : proceedings of the 23rd Annual Conference of the European Marketing Academy, Maastricht, the Netherlands, May 17-20, 1994.
- José M.M. Bloemer. Succes op de sofa : relatiemanagement op basis van de persoonlijkheid van de klant. Inaugurele rede : Katholieke Universiteit Nijmegen, 2003.

Artikelen, een selectie
- Bosveld, K. en José Bloemer. "José Bloemer: 'Klachten losmaken moet een doelstelling zijn' : consumenteninzicht.," in: Tijdschrift voor marketing : officieel orgaan van het Nederlands Instituut voor Marketing NIMA, 41 (2007) 9.